# Locusta migratoria

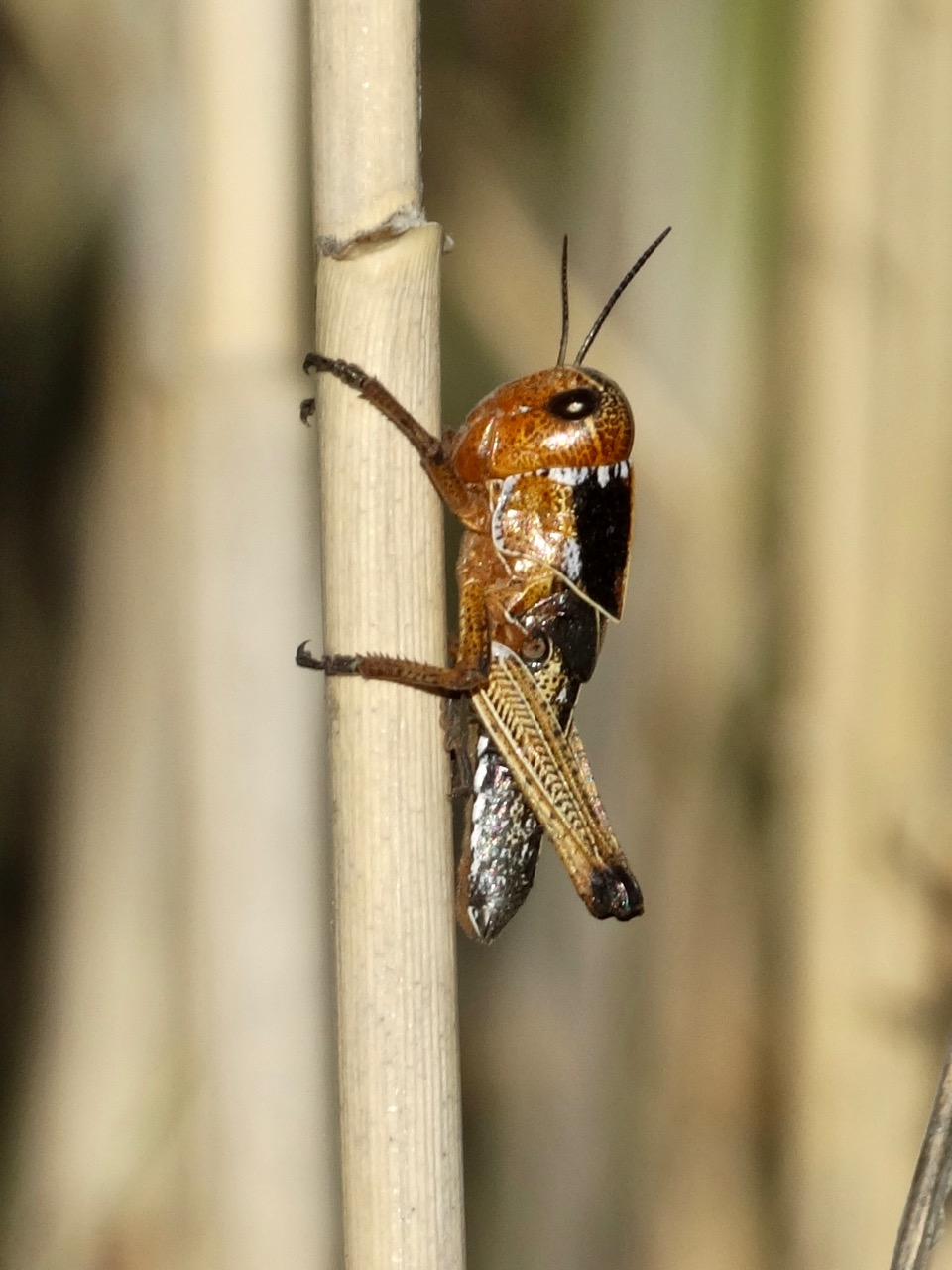
Ninfa

La langosta migratoria (Locusta migratoria) es una especie de ortóptero celífero de la familia Acrididae. Es la única especie del género Locusta. Está ampliamente distribuida en Europa, África, Asia y Australia y también ya está presente en América Central. Ocasionalmente produce explosiones demográficas que se traducen en importantes plagas para la agricultura. No debe confundirse con la langosta del desierto (Schistocerca gregaria), que también produce enjambres migratorios.
Se alimenta preferentemente de gramíneas, pero también come plantas de muchas otras especies incluyendo plantas importantes para la agricultura.

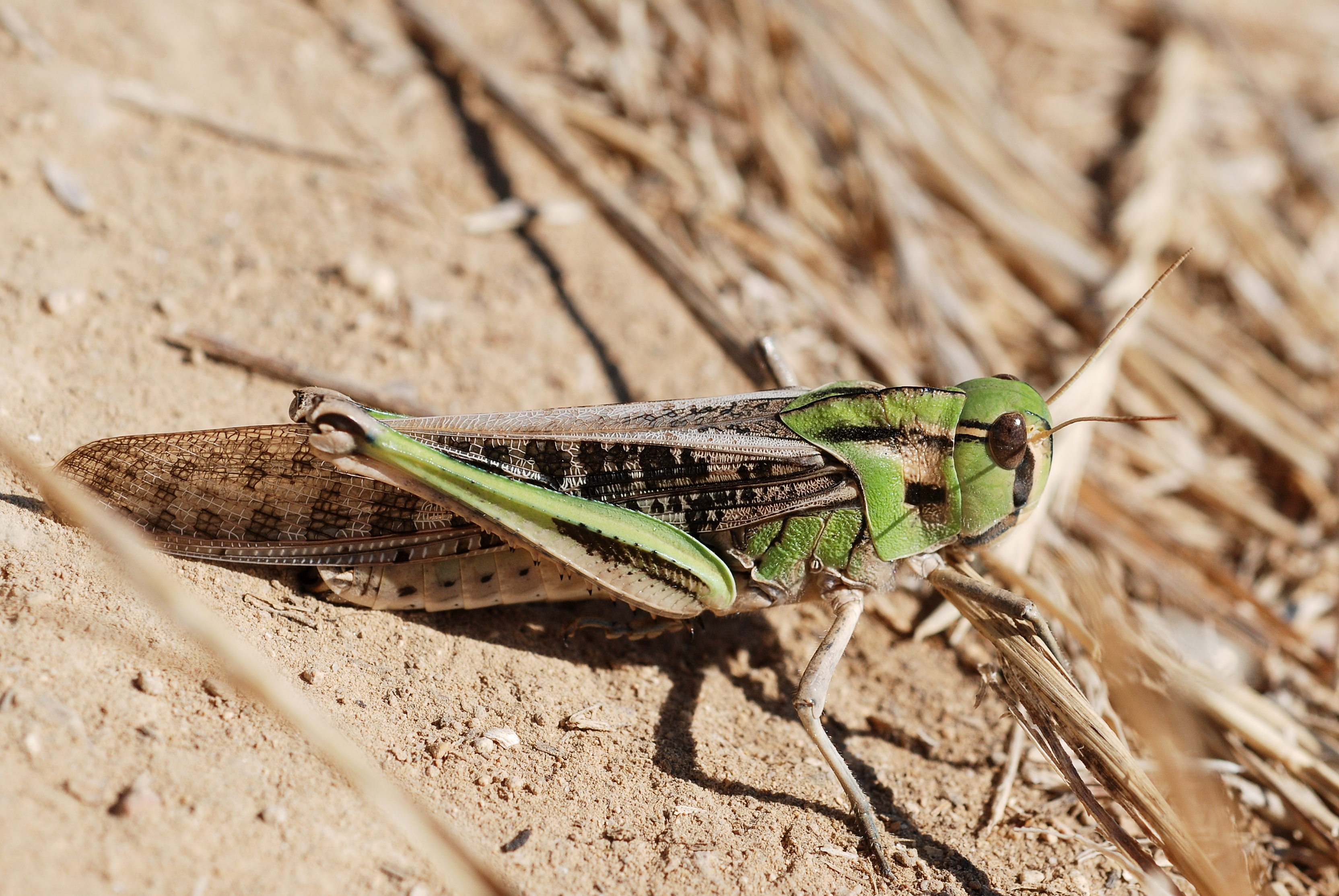
Adulto, fase solitaria

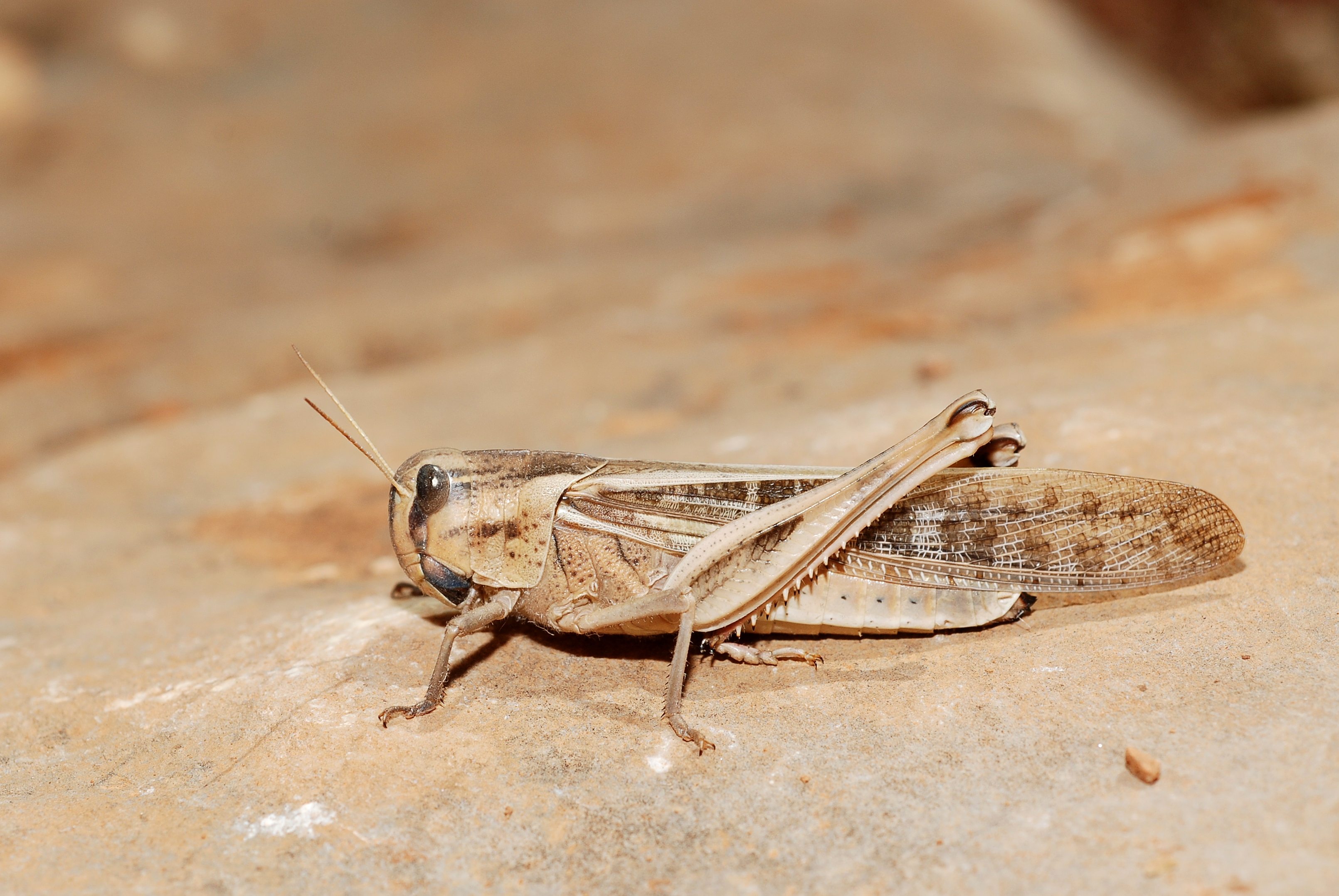
Adulto, fase gregaria

## Descripción
La hembra mide 45 a 55 mm de longitud y el macho, 35 a 50 mm. Los adultos son de color gris parduzco. Las alas posteriores son transparentes con un tinte violáceo. Los miembros de la fase migratoria suelen ser más oscuros.

## Distribución y hábitat
Se extiende desde las Canarias y Azores hasta el oeste de Japón, Papúa, Nueva Guinea, Nueva Zelanda, Australia, Europa, África y Asia. Vive en una gran diversidad de hábitats y alturas desde el nivel del mar hasta 4000 m s. n. m.

## Subespecies
Debido a la vasta área geográfica que ocupa, que comprende muchas zonas ecológicas diferentes, se han descrito numerosas subespecies. Sin embargo, no todos los taxónomos están de acuerdo en la validez de algunas de esas subespecies. Las principales son:
- Locusta migratoria migratoria - oeste y centro de Asia, este de Europa.
- Locusta migratoria migratorioides - toda África e islas del Atlántico.
- Locusta migratoria capito - Madagascar.
- Locusta migratoria manilensis - este de Asia.

## Polifenismo
La langosta migratoria se considera un insecto polifénico ya que transforma enormemente su aspecto y su comportamiento bajo los efectos de la superpoblación; en efecto, esta especie presenta dos fases muy distintas, la fase solitaria y la fase gregaria. Cuando aumenta su población, la langosta pasa progresivamente de la fase solitaria a la gregaria a través de fases intermedias:
Fase solitaria → transiens congregans (forma intermedia) → fase gregaria → transiens dissocians (forma intermedia) → fase solitaria.
No se trata de diferencias genéticas, como en el polimorfismo, sino de diferencias inducidas por las condiciones ambientales.

## Pigmentación y tamaño
La pigmentación y el tamaño de la langosta migratoria varían en función de la fase (gregaria, solitaria o intermedia) y con la edad (ninfa, o adulto).
- La ninfas gregarias son amarillas o anaranjadas con manchas negras.
- Las ninfas solitarias son verdes o marrones.
- Los adultos gregarios son parduzcos y amarillos, color este último que se hace más intenso y extenso a lo largo del tiempo.
- Los adultos solitarios son marrones con más o menos extensión de color verde en función del color de la vegetación.

El tamaño de los adultos gregarios varía entre 40 y 60 mm, siendo más pequeños que los adultos solitarios.

## Plaga

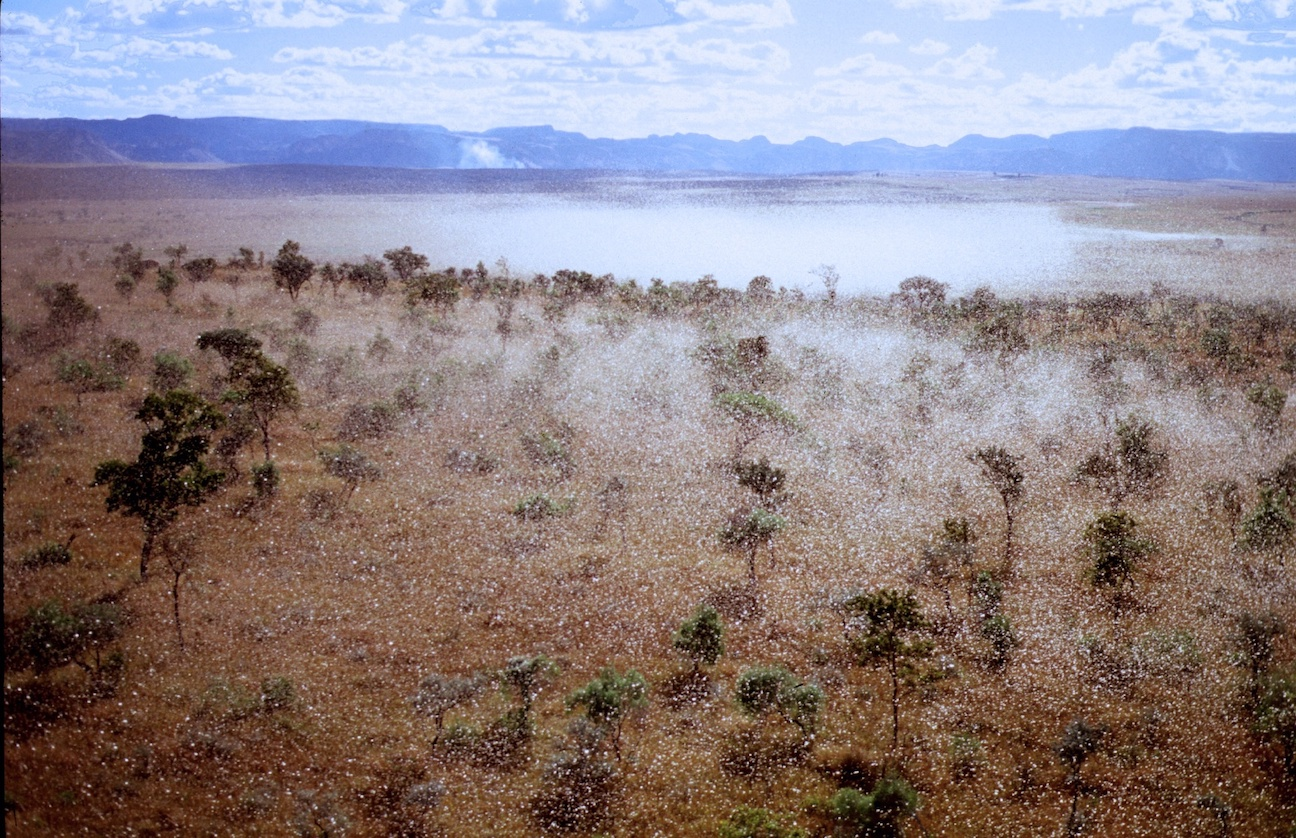
Aquí se puede ver el efecto de esta especie

Estas langostas son muy móviles y vuelan con ayuda del viento a una velocidad de 15-20 km/h; los enjambres pueden recorrer entre 5 y 130 km o más en un día. Los enjambres varían desde menos de 1 km² a cientos de kilómetros cuadrados con cuarenta a ochenta millones de langostas por km². Un adulto puede consumir su propio peso (unos 2 g) de alimento fresco al día; cada millón de langostas consume una tonelada de alimento.
En África, las últimas plagas importantes de Locusta migratoria migratorioides ocurrieron desde 1928 a 1942. Desde entonces las transformaciones ambientales han hecho improbable el desarrollo de enjambres de esta especie de langosta. La langosta del desierto (Schistocerca gregaria), en cambio, sí produce enjambres y plagas en el presente.
Las poblaciones de langostas están siendo constantemente observadas ya que las plagas pueden ser devastadoras. Su control es, en principio, responsabilidad de los ministerios de agricultura de los países potencialmente afectados por plagas.
La FAO proporciona información de la situación de las poblaciones de langostas a todos los países interesados y emite avisos y pronósticos del riesgo del desarrollo de plagas.